# Tour de l'étable
La tour de l'étable (en estonien : Tallitorn) est une tour des remparts de Tallinn en Estonie,

## Présentation
La haute tour est située dans la partie sud-ouest des remparts de Tallinn, entre la tour de la Vierge et la porte de la jambe courte.
À l'est de la tour, en direction de la vieille ville, se trouve le jardin du roi du Danemark, à l'extérieur, à l'ouest, se trouve le jardin du commandant. C'est l'une des rares échauguettes de Tallinn.
Les échauguettes étaient utilisées comme tours de guet, elles se caractérisaient, entre-autres, par des meurtrières.
Après le Moyen Âge, l'échauguette est devenue un élément de décoration architecturale dans les châteaux et les églises.
La Haute Tour, construite au XIVe siècle, doit son nom au chantier situé à côté, où, entre autres, étaient coulés des canons et des cloches d'église.
Le chantier s'appelait marstalli, ce qui signifie écurie pour chevaux.
Le sommet de la tour a été endommagé en 1577 lors d'un bombardement par les troupes russes pendant la guerre de Livonie puis s'est effondré.
Au XVIIe siècle, la tour servait également de prison pour les délits mineurs.
Au XXe siècle, un passage à travers les murs de la ville a été aménagé pour créer un chemin direct de Toompea au jardin du roi du Danemark.
De nos jours, il est possible de visiter la tour en visitant le musée de la fortification Kiek in de Kök.

## Galerie

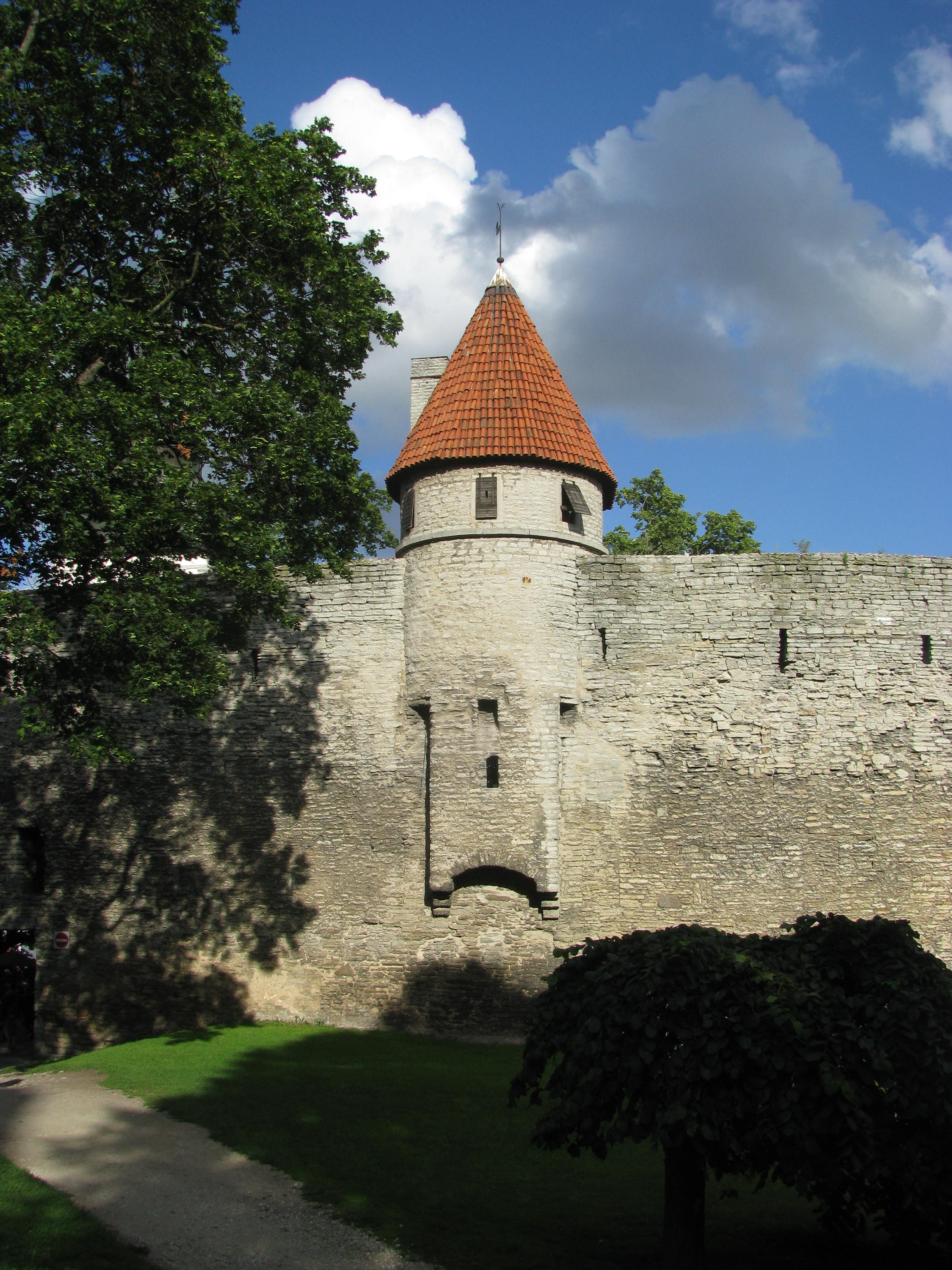
La tour vue depuis la cathédrale Nevski.
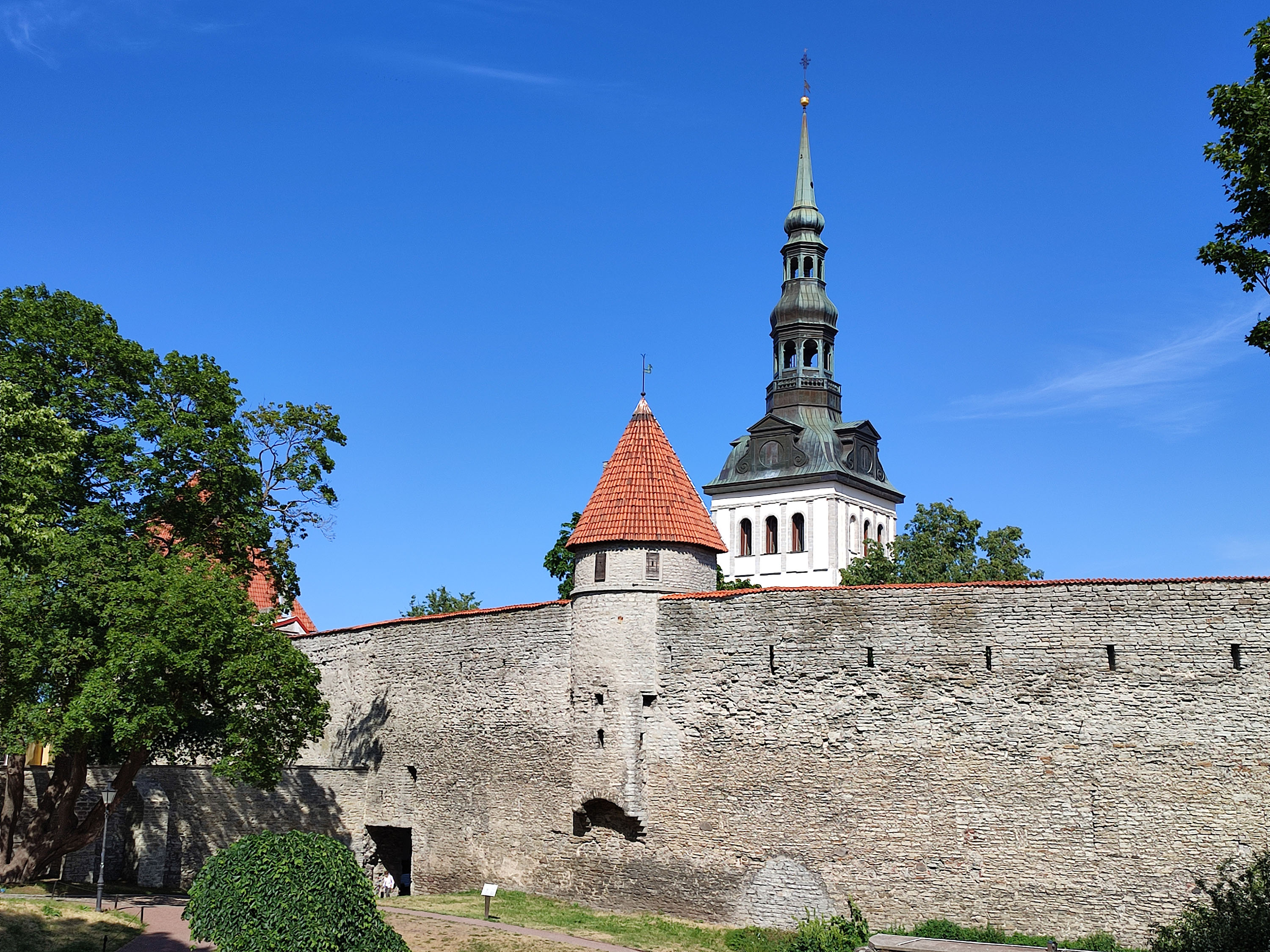
La tour et le clocher de l'église Saint-Nicolas.
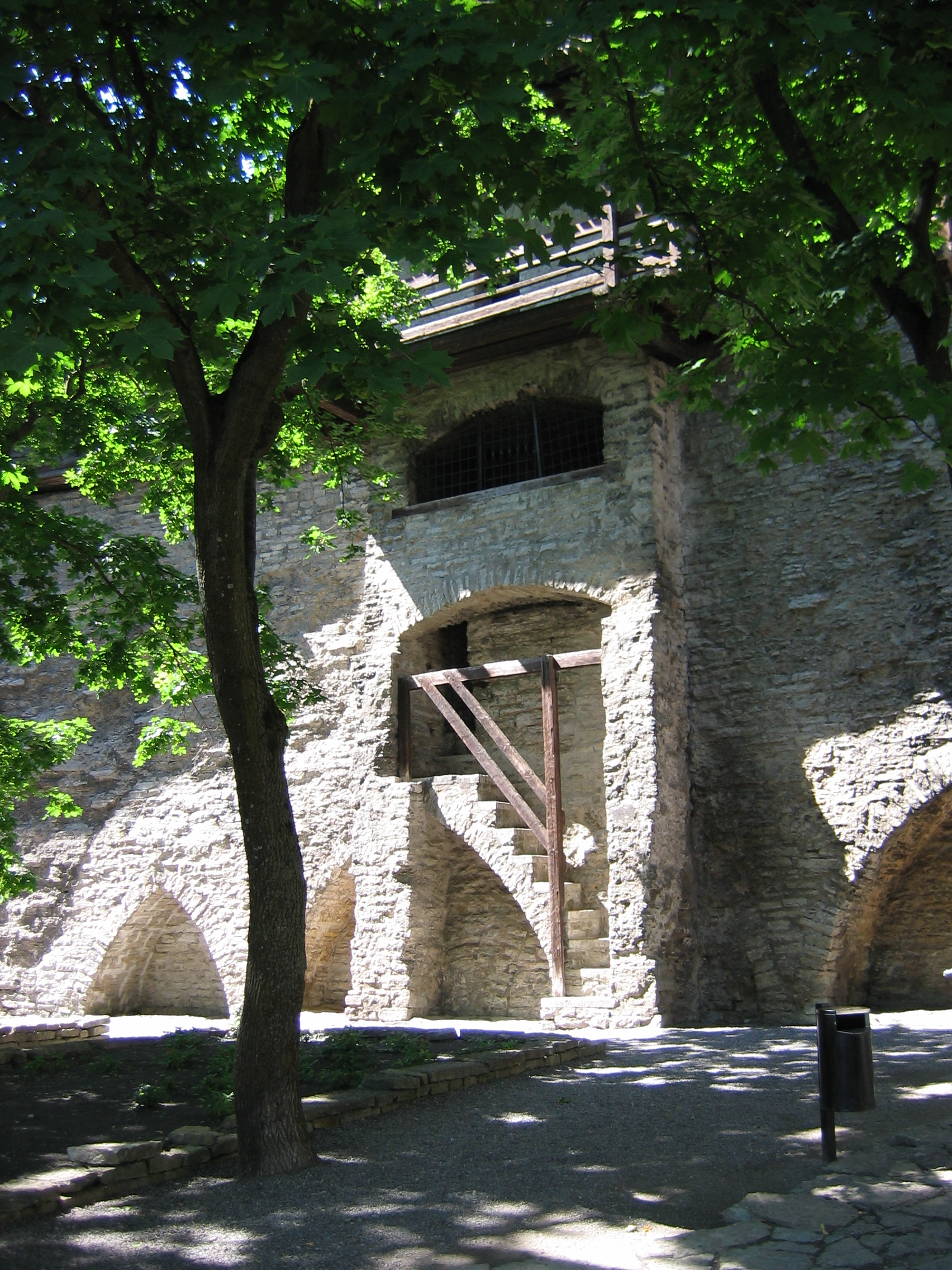
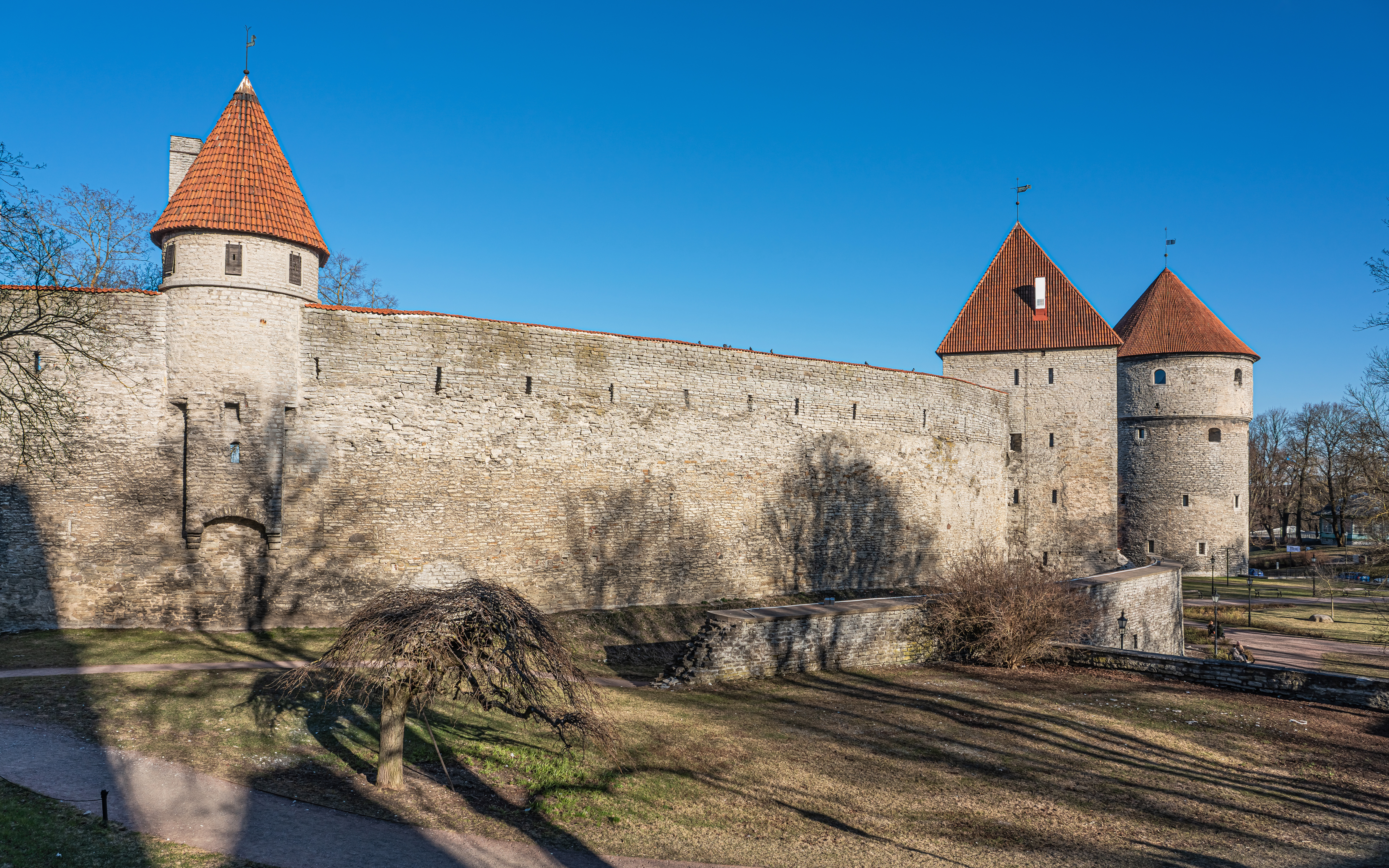
Vue des remparts avec la tour de l'étable, la tour de la Vierge et Kiek in de Kök.
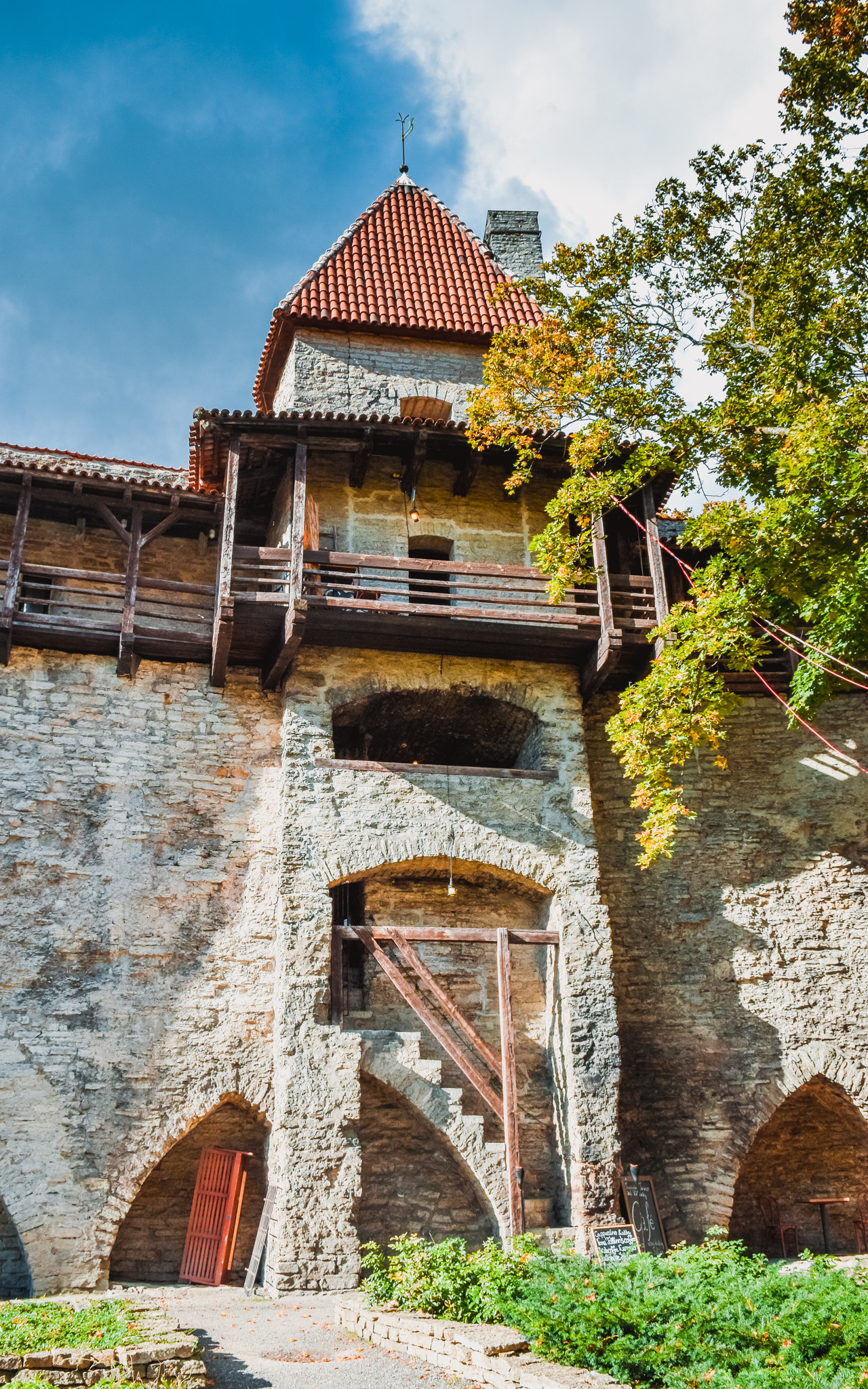